# Educația în Iordania

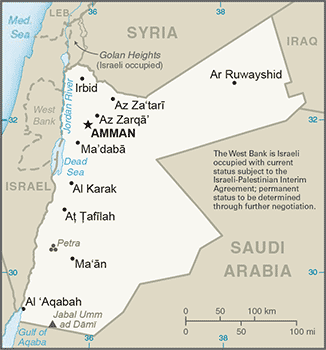
Harta Iordaniei

Sistemul educațional din Regatului Hașemit al Iordaniei include învățământul de bază, secundar și superior și a evoluat dramatic de la înființarea statului la începutul anilor 1900. Rolul jucat de un sistem educațional bun a fost semnificativ în dezvoltarea Iordaniei de la o națiune predominant agrară la o națiune industrializată de-a lungul timpului.
Iordania are cel mai mare număr de cercetători în cercetare și dezvoltare pe milion de locuitori dintre toate cele 57 de țări care sunt membre ale Organizației Cooperării Islamice (OCI); în Iordania există 8.060 de cercetători pe milion de locuitori, în timp ce media mondială este de 2.532 pe milion.
În 2003, ponderea bugetului alocat educației a fost de 6,4% din totalul cheltuielilor publice; cheltuielile pentru educație ca procent din PIB au fost de 13,5% în același an. Cu 8,9 %, Iordania are cea mai scăzută rată a analfabetismului din lumea arabă (din 2012). Rata brută de înscriere în învățământul primar a crescut de la 71 % în 1994 la 98,2 % în 2006. Rata de tranziție la învățământul secundar a crescut, în aceeași perioadă, de la 63% la 97%, iar ratele de tranziție la învățământul superior au variat între 79% și 85% dintre absolvenții de liceu. Împreună cu aceste rate ridicate de înscriere și tranziție, Iordania a atins o paritate de gen de 97,89% în ceea ce privește alfabetizarea până în 2012 și paritate deplină în ceea ce privește înscrierea în învățământul primar și secundar până în 2008.
Iordania este clasată pe locul 95 din 187 în Indicele dezvoltării umane. În ciuda resurselor limitate, Ministerul Educației din Iordania a dezvoltat un curriculum național foarte avansat, iar multe alte națiuni din regiune și-au dezvoltat sistemul educațional folosind Iordania drept model. Iordania ocupă primul loc în lumea arabă în ceea ce privește educația.
Ministerul Educației (ME) este responsabil pentru nivelurile de învățământ preprimar, primar și secundar. Învățământul post-secundar este responsabilitatea Ministerului Învățământului Superior și Cercetării Științifice (MoHESR), care include Consiliul Învățământului Superior și Consiliul de Acreditare.
Inițiativa de măsurare a drepturilor omului (HRMI) constată că Iordania realizează doar 63,7% din ceea ce ar trebui să realizeze în ceea ce privește dreptul la educație, pe baza nivelului de venit al țării. HRMI analizează în mod defalcat dreptul la educație, luând în considerare atât dreptul la învățământul primar, cât și dreptul la învățământul secundar. Luând în considerare nivelul de venit al Iordaniei, națiunea realizează doar 62,1% din ceea ce ar trebui să fie posibil pe baza resurselor sale (venit) pentru învățământul primar și 65,2% pentru învățământul secundar.

## Sistemul de management al educației
Ministerul Educației (ME) este responsabil pentru nivelurile de învățământ preprimar, primar și secundar. Învățământul post-secundar este responsabilitatea Ministerului Învățământului Superior și Cercetării Științifice (MoHESR), care include Consiliul Învățământului Superior și Consiliul de Acreditare. MoHESR a elaborat o strategie națională pentru învățământul superior pentru anii 2007-2012.
Educația și formarea tehnică și profesională (TVET) la nivel postbazic (cu excepția colegiilor comunitare), precum și învățământul profesional aplicat, administrat de Corporația de Formare Profesională (VTC), se află sub autoritatea Ministerului Muncii.

### Educație școlară
Structura sistemului educațional din Iordania constă într-un ciclu de doi ani de învățământ preșcolar, zece ani de învățământ de bază obligatoriu și doi ani de învățământ secundar academic sau profesional, după care elevii susțin un examen de certificare generală a învățământului secundar (Tawjihi). Educația de bază este gratuită, la fel și învățământul secundar în școlile publice.

#### Educație de bază

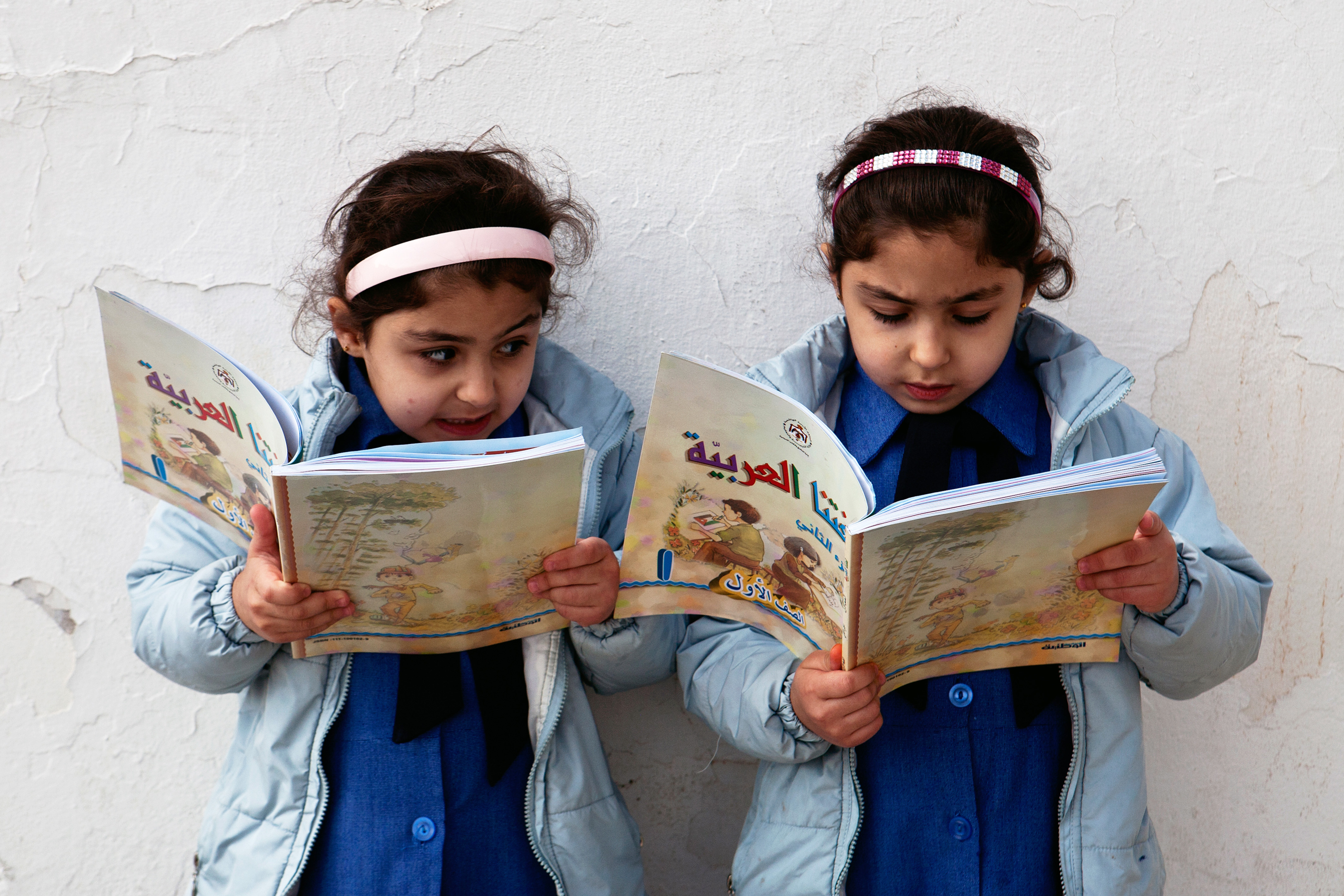
Fete tinere care citesc.

Educația de bază este un nivel de învățământ obligatoriu și gratuit de 10 ani (clasele 1-10). Cărțile de studiu sunt cărți standard distribuite de Ministerul Educației. Educația este obligatorie pentru toți până la vârsta de șaisprezece ani.
Mai mult de jumătate din populația Iordaniei este sub vârsta de 30 de ani. Aproximativ 42,2 % au 14 ani sau mai puțin, în timp ce 31,4% au vârste cuprinse între 15 și 29 de ani; aproape o treime dintre iordanieni sunt înscriși în instituții de învățământ. Începând cu 2007/2008, rata brută de înscriere în învățământul primar este de 95,7%, mai mare decât media regională de 93%. Iordania asigură, de asemenea, un nivel ridicat de paritate între sexe în ceea ce privește accesul la serviciile de bază; indicele de paritate între sexe pentru rata brută de înscriere în învățământul primar este de 0,98, mai bun decât în alte țări arabe. Iordania este, de asemenea, una dintre puținele țări arabe care au o disparitate foarte mică în ceea ce privește ratele de frecventare a școlii primare între zonele urbane și rurale. Acest lucru se datorează în principal faptului că finanțarea publică pentru școala de bază este mai favorabilă săracilor decât cea pentru orice alt nivel de educație.
Școlile din Iordania au două categorii principale, guvernamentale și private. Sectorul educațional privat găzduiește peste 31,14% din populația de elevi din capitala Iordaniei, Amman. Acest sector este încă puternic impozitat, până la 25%++, deși ia o povară mare de pe guvernul Regatului, ceea ce face ca taxele școlare să fie relativ ridicate, începând de la 1000 de dolari și ajungând până la 7000 de dolari. Aceste valori ale taxelor pentru învățământul privat sunt extrem de ridicate în comparație cu veniturile medii ale familiilor.

#### Învățământ secundar
Elevii de la acest nivel de învățământ, care aleg filiera științifică, sunt obligați să urmeze nouă materii: arabă, engleză, matematică, informatică, geologie și mediu, chimie, biologie, fizică și studii culturale. În timp ce elevii care aleg filiera clasică, sunt obligați să urmeze următoarele materii: arabă, arabă avansată, engleză, matematică, informatică și istorie. Studiile islamice sunt, de asemenea, obligatorii pentru toți elevii, cu excepția elevilor creștini. Cu toate acestea, sunt planificate reforme ale sistemului de învățământ secundar începând cu 2020, care ar putea modifica filierele disponibile și lista de materii. Nivelul de învățământ secundar constă în doi ani de studiu pentru elevii cu vârste cuprinse între 16 și 18 ani care au finalizat ciclul de bază (zece ani) și cuprinde două direcții principale:
- învățământul secundar (gestionat de Ministerul Educației), care poate fi academic sau profesional. La sfârșitul perioadei de doi ani, elevii susțin examenul secundar general (Tawjihi) în ramura corespunzătoare, iar cei care îl promovează primesc Tawjihi (certificat de învățământ secundar general). Filiera academică îi califică pe elevi pentru admiterea la universități, în timp ce filiera vocațională sau tehnică îi califică pentru admiterea la colegiile comunitare sau universități sau pe piața muncii, cu condiția să promoveze cele două materii suplimentare.
- învățământul secundar aplicat (gestionat de Corporația pentru formare profesională[13]), care oferă formare profesională intensivă și ucenicie și conduce la acordarea unui certificat (nu Tawjihi). Formarea practică se face prin ucenicie, și nu în ateliere școlare, ca în învățământul secundar profesional.[8]

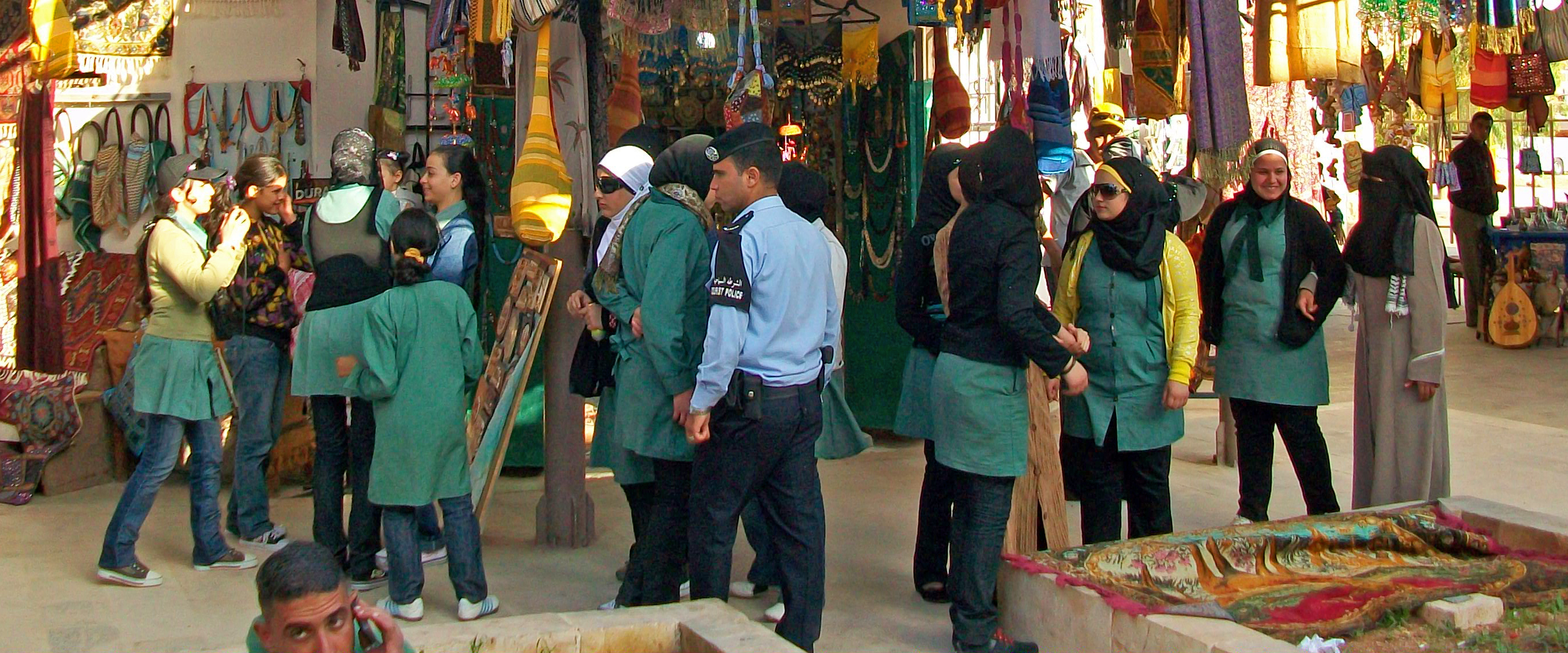
Eleve de liceu într-o excursie la Jerash

Rata de tranziție de la învățământul primar la cel secundar a ajuns la 98,79% în 2013, Ponderea înscrierilor în învățământul secundar profesional în totalul înscrierilor secundare a scăzut de la 18% în 2000 la 12% în 2005.
În evaluările internaționale, cum ar fi TIMSS și PISA, Iordania a obținut rezultate bune în comparație cu alte țări, Raportul Trends in International Mathematics and Science Study (TIMSS) din 2003 a clasat scorurile elevilor iordanieni cu 22 de puncte peste media internațională la științe și matematică.
Deoarece învățământul terțiar nu este gratuit, rata de tranziție la învățământul terțiar este strâns corelată cu veniturile familiei; există de 3 ori mai mulți studenți la nivel universitar care provin din familii aflate în cele două chintile superioare de venituri decât cei care provin din familii aflate în cele trei chintile inferioare.

## UNRWA în Iordania
Agenția Națiunilor Unite pentru Ajutorare și Lucrări pentru Refugiații Palestinei în Orientul Apropiat (UNRWA) gestionează unul dintre cele mai mari sisteme școlare din Orientul Mijlociu, care oferă educație de bază și pregătitoare refugiaților palestinieni de aproape cinci decenii. Agenția oferă educație de bază gratuită tuturor copiilor refugiați palestinieni din zona sa de operațiuni, care include Iordania. Există, de asemenea, cursuri de formare profesională oferite în opt centre de formare, dintre care două se află în Iordania, și care funcționează de patru decenii. Agenția a înființat un Institut de Educație, cu sediul în Amman, pentru a asigura formarea personalului didactic al UNRWA.
În Iordania, nu toți copiii refugiați frecventează școlile UNRWA. Majoritatea refugiaților palestinieni au acces la școlile guvernamentale și mulți dintre ei aleg să își trimită copiii acolo. Majoritatea școlilor UNRWA funcționează în mai mult de un singur schimb. Aproximativ 83% din școlile elementare UNRWA și 62% din școlile pregătitoare UNRWA funcționează în două schimburi complete. Câmpul Iordaniei are cel mai mare procent de școli cu două schimburi, în medie aproximativ 93%. Numărul total de elevi refugiați înscriși în Iordania la diferite niveluri de învățământ este următorul:
Numărul total de elevi refugiați înscriși în Iordania, repartizat în funcție de nivelul de educație și de școală
| Autoritatea Școlară   | Nivel Elementar | Nivelul Pregătitor | Nivel Secundar |         |
| Școala UNRWA          | 86,931          | 54,283             | 0              |         |
| Școala Guvernamentală | 38,180          | 25,938             | 2,943          |         |
| Școală Privată        | 2,616           | 1,347              | 18,488         |         |
| Total                 | 127,727         | 81,558             | 21,431         | 230,716 |

* Cifrele privind înscrierea elevilor refugiați în școlile publice și private sunt considerate incomplete, deoarece elevii refugiați nu sunt stimulați să își raporteze statutul dacă și când li se solicită.

## Eforturile de reformă a educației
Cele mai recente reforme în domeniul educației au început la începutul anilor 1990. Acest proces de reformă a fost accelerat sub conducerea Majestății Sale Regele Abdullah al II-lea la începutul anului 2001, cu scopul de a face din Iordania centrul tehnologic regional și un actor activ în economia globală. Viziunea și misiunea națională pentru educație, astfel cum a fost elaborată și aprobată la sfârșitul anului 2002, stabilește direcția dorită pentru învățământul general din țară. Cele două documente consultative majore care au contribuit la conturarea viziunii naționale și au stabilit, de asemenea, direcțiile pentru inițiativele de reformă educațională au fost Jordan Vision 2020 și Forumul Vision 2002 pentru viitorul educației. Aceste documente cuprind de la grădiniță până la educația continuă pe tot parcursul vieții. Strategia generală propusă de Forum a fost aprobată de Consiliul Consultativ Economic (ECC) în octombrie 2002. Strategia națională de dezvoltare și rezultatele Forumului au fost consolidate în planuri de dezvoltare specifice, Planul de transformare socială și economică, Planul general de educație 2003-08.
În iulie 2003, guvernul Iordaniei a lansat unul dintre cele mai ambițioase programe din întreaga regiune MENA, un program multidonator de 10 ani de reformă a educației pentru economia bazată pe cunoaștere (ErfKE), pentru care Banca Mondială a furnizat 120 de milioane de dolari SUA. Scopul programului a fost de a alinia politicile și programele educaționale ale țării la cerințele unei economii bazate pe cunoaștere, de a îmbunătăți mediul fizic de învățare în majoritatea școlilor și de a promova educația preșcolară. Prima fază a programului a durat din 2003 până în 2009, încheindu-se în iunie 2009.
A doua fază a ErfKE, care este aliniată la Strategia de asistență de țară (CAS) a BIRD și IFC pentru Regatul Hașemit al Iordaniei, a durat din 2009 până în 2015. Scopul acestui program a fost de a consolida și instituționaliza reformele introduse în cadrul ERfKE I, cu un accent deosebit pe implementarea la nivel școlar și pe calitatea cadrelor didactice. Acesta va consolida capacitatea instituțională a ME în materie de politici, planificare strategică, monitorizare și evaluare și va îmbunătăți politicile și punerea în aplicare a angajării, utilizării și dezvoltării profesionale a profesorilor. Programul a urmărit, de asemenea, să ajusteze programa școlară și evaluarea elevilor pentru a asigura alinierea la o economie bazată pe cunoaștere.
Inițiativa Iordania pentru educație a primit recent premiul UNESCO pentru utilizarea TIC în educație. Acest proiect educațional de pionierat urmărește să utilizeze puterea informației și a tehnologiei împreună cu metodele dovedite de învățare pentru a transforma mediul de învățare din școli.

### Educație online
Platforma Darsak (درسك) este o platformă iordaniană de educație gratuită care oferă elevilor materiale educaționale video online, organizate și programate în conformitate cu programa școlară iordaniană. Platforma își propune să asigure educația elevilor de la clasa I la clasa a XII-a lecții educaționale prin clipuri video ori de câte ori aceștia nu au acces la sala de clasă.
Ministerul Educației a utilizat platforma Darsak pentru a sprijini procesul educațional și pentru a asigura continuarea acestuia în timpul epidemiei de COVID-19 prin punerea la dispoziție a programelor educaționale prin intermediul platformei.

## Învățământ superior
Puțin peste 2,5% din populația totală a Iordaniei este înscrisă la universitate, o proporție comparabilă cu cea a Regatului Unit. Accesul la învățământul superior este deschis deținătorilor certificatului de învățământ secundar general, care pot alege apoi între colegii comunitare private, colegii comunitare publice sau universități (publice și private). Sistemul orelor-credit, care dă dreptul studenților să selecteze cursuri în conformitate cu un plan de studiu, este implementat în universități.
Sistemul de învățământ superior al țării a evoluat considerabil în ultimele decenii. În perioada 2000/2001 - 2006/2007, Iordania a înregistrat o creștere a cererii pentru învățământul superior, înscrierile crescând cu o rată anuală de 14%, de la 77.841 la 218.900 de studenți în acea perioadă. Iordania are niveluri brute de înscriere în învățământul terțiar de aproximativ 40%, ceea ce este mai mare decât media regională. Trei noi universități publice au fost înființate recent, ajungându-se la un total de 10 universități publice în țară.
Optsprezece din totalul de douăzeci și opt de universități din Iordania sunt private, începând cu 2012/2013, iar marea majoritate a acestora sunt cu scop lucrativ. Universitățile private reprezintă 25% din înscrierile studenților universitari din Iordania. Universitățile private au înregistrat, de asemenea, o creștere rapidă a înscrierilor în ultimii ani, ca și universitățile publice. Din 2000 până în 2006, înscrierile în 12 universități private au crescut cu aproximativ 18% anual, de la 36.642 la 55.744. Cu toate acestea, numărul de înscrieri în colegiile comunitare a scăzut de la 30.000 la 26.215. Această scădere a ratei de înscriere reflectă preferința din ce în ce mai mare pentru învățământul universitar cu durata de 4 ani și, de asemenea, faptul că calitatea și nivelul de formare oferite în aceste colegii nu sunt cele solicitate pe piața forței de muncă a unei economii bazate pe cunoaștere.
Având în vedere numărul tot mai mare de studenți care doresc să urmeze studii superioare, unii consideră că guvernul trebuie să aloce resurse mai mari pentru îmbunătățirea sistemului actual de învățământ superior și, de asemenea, pentru a îmbunătăți accesul la universități bune pentru populația în creștere. Chiar și universitățile private au fost invitate să își schimbe unele dintre politicile de admitere. Plafonul de înscriere în universitățile private limitează capacitatea universității de a absorbi un număr tot mai mare de studenți din învățământul superior. Proiecția privind numărul de studenți care intră la universitate este de 92.000 pe an până în 2013, față de 50.469 în 2005.

## Universități în Iordania
Regatul Hașemit al Iordaniei dispune de sisteme de resurse umane de înaltă calitate, competitive, eficiente și capabile să ofere societății experiențe educaționale continue, pe tot parcursul vieții, strâns legate de nevoile sale actuale și viitoare, ca răspuns la și stimulând dezvoltarea economică durabilă prin pregătirea unor persoane educate și a unei forțe de muncă calificate.

### َUniversitățile din Amman
- Universitatea din Iordania
- Universitatea privată de științe aplicate
- Universitatea germană iordaniană
- Universitatea Al-Isra
- Universitatea Princess Sumaya pentru Tehnologie
- Universitatea din Petra
- Universitatea Al-Zaytoonah din Iordania
- Universitatea Mondială de Științe Islamice și Educație
- Universitatea din Orientul Mijlociu (Iordania)

### Universitățile din nord
- Universitatea Yarmouk
- Universitatea de Știință și Tehnologie din Iordania
- Universitatea Națională Irbid
- Universitatea Jadara
- Universitatea Al al-Bayt
- Universitatea Philadelphia (Iordania)
- Universitatea Jerash
- Universitatea Națională Privată Ajloun

### Universitățile din sud
- Universitatea Mutah
- Universitatea Al-Hussain Ben Talal
- Universitatea de tehnologie Al Tafilah
- Universitatea din Iordania din Al Aqaba

## Studii la nivel universitar

### Calea standard

#### Prima etapă: nivel universitar
Majoritatea universităților din Iordania urmează sistemul educațional anglo-american și sunt asociate cu multe universități americane și engleze. Diplomele de licență durează în mod normal patru ani. În stomatologie, farmacie și inginerie, studiile durează cinci ani. În Medicină, acestea durează șase ani, urmate de un stagiu care durează un an. Diploma de licență necesită un total de 126-257 de ore de credit, în funcție de domeniul de studiu.

#### Etapa a doua: nivel postuniversitar
O diplomă de masterat se acordă după un an sau doi de studiu suplimentar după o diplomă de licență. Acesta poate fi obținut fie prin cursuri și o teză (aproximativ 24 de ore credit de cursuri și nouă ore credit de cercetare), fie prin cursuri (aproximativ 33 de ore credit) și un examen complet. În unele universități iordaniene există și alte diplome postuniversitare echivalente masteratului, cum ar fi Magister în cadrul Universității germano-iordaniene, diploma DEA în universitățile care urmează sistemul francez și MBA pentru studenții care au o experiență profesională semnificativă.

#### Etapa a treia: Doctorat
O diplomă de doctorat se acordă după trei până la cinci ani de studii suplimentare și prezentarea unei disertații originale. Acesta necesită, în funcție de subiect, 24 de ore credit de cursuri și 24 de ore credit de cercetare.

### Formarea cadrelor didactice: Formarea cadrelor didactice din învățământul preprimar și primar/de bază
Profesorii de școală primară trebuie să dețină o diplomă de licență. Formarea profesorilor din învățământul secundar: Profesorii din învățământul secundar trebuie să dețină o diplomă de licență și o diplomă postuniversitară superioară de un an în educație. Formarea profesorilor din învățământul superior: Aceștia trebuie să dețină un doctorat (PhD). În unele cazuri este suficientă o diplomă de master.

### Studii netradiționale: Învățământ superior la distanță
Acest tip de educație este oferit la filiala nou înființată a Arab Open University.

## Studii non-universitare
Studiile non-universitare și profesionale sunt oferite în colegiile comunitare, la care au acces deținătorii tuturor tipurilor de certificate de învățământ secundar general. Programul de doi până la trei ani cuprinde numeroase domenii, precum artele, științele, managementul, administrarea afacerilor și ingineria. Din 1997, toate colegiile comunitare publice se află sub supravegherea Universității Aplicate Al-Balqa. La sfârșitul cursului de doi sau trei ani, studenții susțin un examen general (Al-Shamel). Cei care trec examenul primesc diploma de asociat.

## Învățământ superior pe tot parcursul vieții
Educația pe tot parcursul vieții este oferită la universități publice și private, colegii comunitare publice și private, Institutul Iordanian de Administrație Publică, Centrul Geografic Regal Iordanian și Societatea Științifică Regală, precum și în alte instituții. Sunt oferite cursuri de inginerie, industrie, agricultură, limbi străine, informatică, științe manageriale, secretariat, educație fizică și materii care pot ajuta comunitatea locală. Cursurile durează între o săptămână și șase luni, la sfârșitul cărora studenții obțin un certificat de participare sau de absolvire. Calificările necesare pentru admitere depind de materia și de nivelul cursului. Unele sunt concepute pentru ocupații specifice, caz în care este necesară o experiență profesională în domeniul relevant pentru a participa la astfel de cursuri, cum ar fi cărțile Nadiei Saqer.

## Provocări
Iordania, în ciuda îmbunătățirii impresionante a sistemului de educație, continuă să se confrunte cu probleme persistente în acest sector. Cu o populație tânără în creștere, guvernul iordanian trebuie să se asigure că calitatea educației și nivelul competențelor transmise pot ajuta noua generație să concureze eficient pe plan național și internațional. În prezent, cea mai mare provocare este creșterea populației din cauza afluxului de refugiați, care a pus presiune pe școlile și universitățile din Iordania. Un studiu recent privind utilizarea școlilor indică faptul că numărul elevilor Ministerului Educației ar trebui să crească cu 124.634 între 2008 și 2013. Pentru a face față creșterii numărului de studenți, vor fi necesare 3.360 de săli de clasă suplimentare în această perioadă. Același studiu relevă o dotare inegală a infrastructurii educaționale. În regat există concomitent un exces de capacitate și o supraaglomerare pe scară largă a școlilor.